# Hôtel du Sénéchal
Pour les articles homonymes, voir Sénéchal (homonymie).
L'hôtel du Sénéchal est un hôtel situé à Villeneuve-de-Berg, en France.

## Localisation
L'hôtel est situé sur la commune de Villeneuve-de-Berg, dans le département français de l'Ardèche.

## Historique
L'édifice est inscrit au titre des monuments historiques en 1930 et 1932.